# Балашевичи
Балаше́вичи (бел. Балашэвічы) — деревня в составе Козловичского сельсовета Глусского района Могилёвской области Республики Беларусь.

Передана из Кировского сельсовета в состав Козловичского сельсовета 10 июля 2012 г.

## История
Упоминается в 1631 г. как деревня Бялашевичи в составе имения Глуск Речицкого повета ВКЛ.

## Население

### Численность
- 2009 год — 313 человек

### Динамика
- 1999 год — 471 человек
- 2009 год — 313 человек